# John Rutledge House
La Casa del Gobernador John Rutledge es una casa histórica en 116 Broad Street en Charleston, Carolina del Sur. Completado en 1763 por un arquitecto desconocido, fue el hogar del padre fundador John Rutledge, gobernador de Carolina del Sur y firmante de la Constitución de los Estados Unidos. Fue declarado Monumento Histórico Nacional en 1973.  

## Descripción e historia
Está ubicada en el histórico Charleston, en el lado norte de Broad Street, frente a su cruce con Orange Street, y Edward Rutledge House, la casa del hermano de John. Es una estructura alta de tres pisos, aún más alta por su ubicación en un sótano elevado. Tiene cubierta a cuatro aguas con frontón a dos aguas, paredes estucadas y cantoneras. La fachada frontal se distingue por un balcón de hierro forjado de dos pisos adornado, que se cree que fue hecho por Christopher Werner.
Fue construida como una estructura de dos pisos para John Rutledge en 1763, momento en el cual ya había establecido una exitosa práctica legal. Rutledge desempeñó un papel importante en la organización de las fuerzas patriotas de Carolina del Sur durante la Guerra de Independencia de los Estados Unidos, sirviendo como ejecutivo del estado durante gran parte del conflicto. También asistió a la Convención Constitucional de 1787, y es firmante de la Constitución de los Estados Unidos. Pasó a manos de su familia y fue ampliada con la adición del tercer piso en 1853 por Thomas M. Gadsden. Sirvió como despacho de abogados en el siglo XX.

## Posada de la casa de John Rutledge
En 1989 fue renovada y abierta al público como John Rutledge House Inn.
La posada cuenta con 19 habitaciones, que van desde habitaciones de hotel estándar hasta grandes suites. 11 de estas habitaciones están ubicadas en la casa principal, y las 8 restantes están en las cocheras (ubicadas en la parte trasera de la propiedad). Además de las habitaciones de huéspedes, la casa contiene un salón de baile (abierto al público), que se utiliza para el té de la tarde y para el desayuno.

La Casa John Rutledge ha recibido una calificación de 4 diamantes de la AAA y es miembro tanto del Registro Selecto como de los Hoteles Históricos de América .

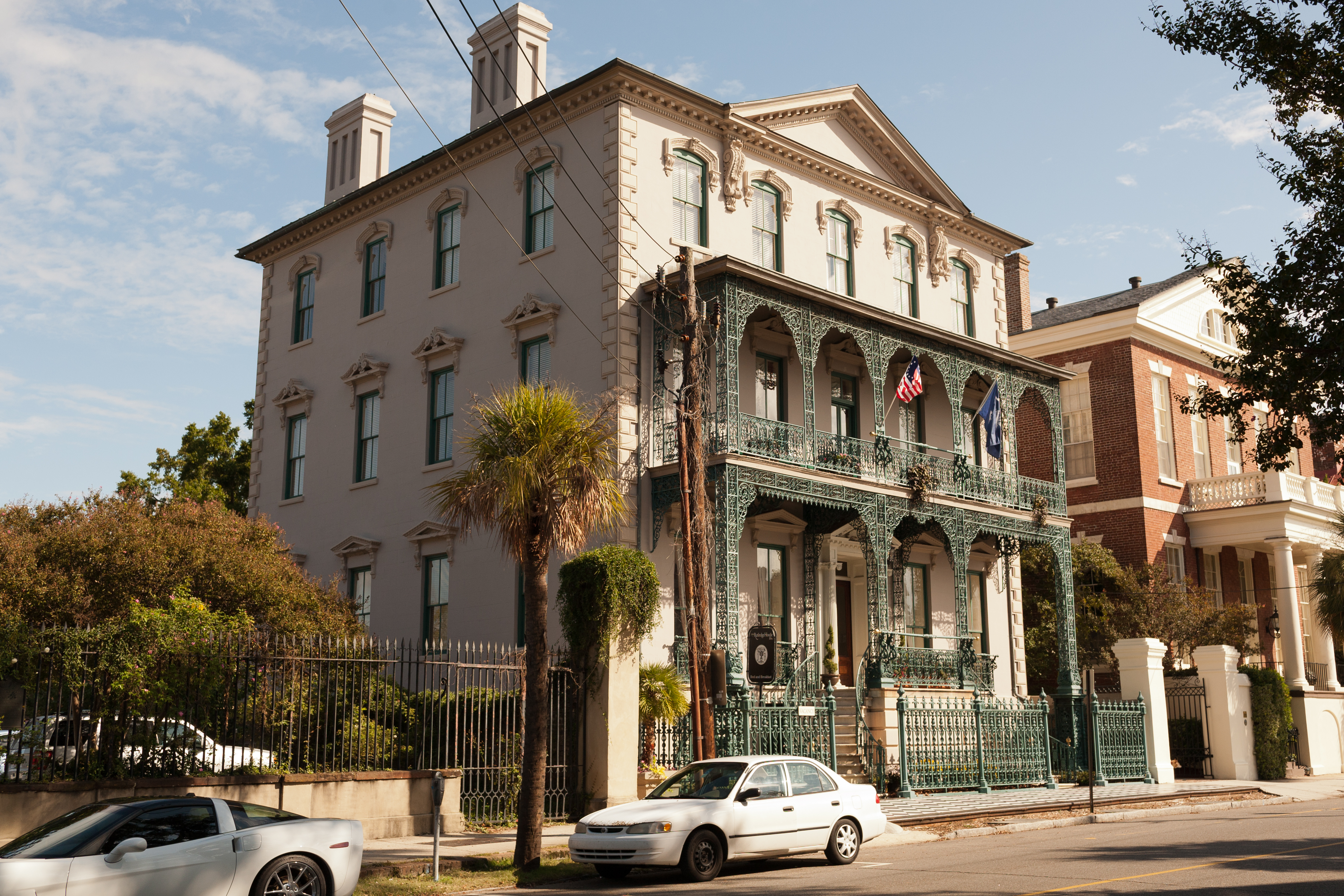
Casa de John Rutledge, octubre de 2011

## enlaces externos
- Casa del gobernador John Rutledge, condado de Charleston (116 Broad St., Charleston), en el Departamento de Archivos e Historia de Carolina del Sur
- Tribunales federales históricos del Centro Judicial Federal
- Sitio web de John Rutledge House Bed & Breakfast

- Datos: Q6256056
- Multimedia: John Rutledge House / Q6256056